# Hermann Fischer (Radsportler)
Hermann Fischer (* 17. Februar 1903 in Köln; † 12. August 1969) war ein deutscher Radrennfahrer und nationaler Meister im Radsport.

## Sportliche Laufbahn
Fischer war Straßenradsportler und auch im Bahnradsport aktiv. Er begann mit 16 Jahren in seiner Heimatstadt Köln mit dem Radsport. 1923 siegte er bei Rund um Köln im Amateurrennen. Das Rennen der Berufsfahrer gewann sein älterer Bruder Fritz Fischer. 
Fischer gewann in seiner Karriere den Großen Straßenpreis des Siegkreises, Rund durch Oberschlesien, Rund um Düren, Quer durch Schleswig-Holstein, Bochum–Münster–Bochum und auf der Bahn das Goldene Rad von Krefeld. 1927 wechselte er vom Bund Deutscher Radfahrer zur Deutschen Radfahrer Union (DRU). Er gewann den Titel der DRU im Straßenrennen 1927 als Mitglied des RC Opel Berlin vor Otto Nickel.